# Getz Au Go Go
| Оценки критиков                      | Оценки критиков |
| Источник                             | Оценка          |
| ------------------------------------ | --------------- |
| AllMusic                             | [ 2 ]           |
| The Rolling Stone Jazz Record Guide  | [ 3 ]           |
| The Penguin Guide to Jazz Recordings | [ 4 ]           |

Getz Au Go Go — концертный альбом американского саксофониста Стэна Гетца, записанный при участии его квартета и бразильской певицы Аструд Жилберту. Альбом был выпущен в декабре 1964 года на лейбле Verve Records. Он является продолжением студийного альбома Getz/Gilberto, который был выпущен ранее в том же году.
Запись альбома прошла 19 августа 1964 года в нью-йоркском ночном клубе Cafe Au Go Go.

## Список композиций
| №  | Название                     | Автор(ы)                             | Длительность |
| -- | ---------------------------- | ------------------------------------ | ------------ |
| 1. | «Corcovado»                  | Антониу Карлос Жобин                 | 2:51         |
| 2. | «It Might as Well Be Spring» | Ричард Роджерс, Оскар Хаммерстайн II | 4:27         |
| 3. | «Eu e Voce»                  | Карлос Лира, Винисиус ди Морайс      | 2:32         |
| 4. | «Summertime»                 | Джордж Гершвин, Айра Гершвин         | 8:11         |
| 5. | «6-Nix-Pix-Flix»             | Гэри Бёртон                          | 1:05         |

| №                   | Название                | Автор(ы)                                         | Длительность |
| ------------------- | ----------------------- | ------------------------------------------------ | ------------ |
| 1.                  | «Only Trust Your Heart» | Бенни Картер, Сэмми Кан                          | 4:41         |
| 2.                  | «The Singing Song»      | Гэри Бёртон                                      | 3:46         |
| 3.                  | «The Telephone Song»    | Роберту Менескал, Роналду Босколи, Норман Гимбел | 1:57         |
| 4.                  | «One Note Samba»        | Антониу Карлос Жобин, Ньютон Мендонса            | 3:19         |
| 5.                  | «Here’s That Rainy Day» | Джимми Ван Хьюзен, Джонни Берк                   | 6:15         |
| Общая длительность: | Общая длительность:     | Общая длительность:                              | 39:13        |

## Участники записи
- Стэн Гетц — тенор-саксофон
- Аструд Жилберту — вокал (1-3, 6, 8, 9)
- Кенни Баррелл[англ.] — гитара (1-3, 8)
- Джин Кирико[англ.] (1-3, 5-8), Чак Израельс[англ.] (4, 9, 10) — контрабас
- Гэри Бёртон — вибрафон
- Джо Хант (4-7, 9-10), Эльсио Милито[порт.] (1-3, 8) — ударные